# 瑕夷脈綿蚜
瑕夷脈綿蚜（学名：Tetraneura yezoensis）为綿癭蚜科毛禾根蚜屬下的一个种。